# Actus purus
Actus Purus (en español: "acto puro" o "pura actualidad") es un término empleado en la filosofía escolástica para referirse a la perfección absoluta de Dios.
Los seres creados tienen potencialidad y actualidad, perfección e imperfección. Solamente Dios es al mismo tiempo todo lo que puede ser, es infinitamente real e infinitamente perfecto: «Yo soy quien soy» (Éxodo 3:14). Sus atributos o sus operaciones son idénticos a su esencia, y su esencia necesita su existencia. (Contrasta esta comprensión con la distinción Esencia-Energías en la teología cristiana oriental, particularmente en la teología palamita).
En los seres creados, el estado de potencialidad precede al de actualidad. Antes de realizarse, una perfección debe ser capaz de realizarse. Pero, en términos absolutos, la actualidad precede a la potencialidad. Para poder cambiar, se debe actuar o actualizar una cosa. El cambio y la potencialidad presuponen, por lo tanto, un ser que está en acción. Esta actualidad, si se mezcla con la potencialidad, presupone otra actualidad, y así sucesivamente, hasta que alcancemos el actus purus.
Tomás de Aquino indica que una cosa que requiere ser completada por otra, se dice que está en potencia con respecto a esa otra: la realización de la potencia se llama realidad. El universo se concibe como una serie de cosas dispuestas en un orden ascendente, o potencia y acto a la vez coronado y creado por Dios, quien solo es un acto puro. Dios es inmutable porque el cambio significa pasar de la potencia a la acción, por lo que no tiene principio ni fin, ya que estos exigen un cambio. La materia y la forma son necesarias para comprender el cambio, porque el cambio requiere la unión de lo que se convierte y lo que se convierte. La materia es la primera y la segunda. Todas las cosas físicas están compuestas de materia y forma. La diferencia entre una cosa como forma o carácter y la existencia real de la misma se denota por los términos esencia y ser (o existencia). Es solo en Dios que no hay distinción entre los dos. Ambas parejas, materia y forma, esencia y ser, son casos especiales de potencia y acto. También son modos: los modos no agregan nada a la idea de ser, sino que son formas de hacer explícito lo que está implícito en él.